# Klára Moravcová
Klára Moravcová (* 19. března 1983 Ústí nad Orlicí) je bývalá česká běžkyně na lyžích a biatlonistka. Věnovala se především dálkovým běhům. Po ukončení své závodní kariéry se začala věnovat trénováním dorostenců ve Ski klubu Jablonec nad Nisou. Jejím bratrem je moderátor Václav Moravec.
Začínala s biatlonem, kterému se věnovala do roku 2006, kdy začala závodit v běžeckém lyžování. Ve Světovém poháru startovala mezi lety 2008 a 2014, jejím nejlepším výsledkem je 20. místo ze sprintu dvojic klasicky v Novém Městě na Moravě v lednu 2014. Závodila na Mistrovství světa 2009, kde se v závodě na 30 km volně s hromadným startem umístila na 45. příčce.
Zúčastnila se také ZOH 2014 v Soči. S českou štafetou byla desátá, v individuálních závodech se umístila na 45. místě (30 km volně s hromadným startem), 48. místě (10 km klasicky) a 58. místě (skiatlon). Od roku 2016 se účastnila především dálkových závodů. Svou kariéru ukončila na jaře roku 2021.